# Neuvy-en-Mauges
Neuvy-en-Mauges és un municipi francès situat al departament de Maine i Loira i a la regió de País del Loira. L'any 2007 tenia 793 habitants.

## Demografia

### Població
El 2007 la població de fet de Neuvy-en-Mauges era de 793 persones. Hi havia 297 famílies de les quals 68 eren unipersonals (36 homes vivint sols i 32 dones vivint soles), 95 parelles sense fills, 126 parelles amb fills i 8 famílies monoparentals amb fills.
La població ha evolucionat segons el següent gràfic:
Habitants censats

### Habitatges
El 2007 hi havia 325 habitatges, 301 eren l'habitatge principal de la família, 8 eren segones residències i 16 estaven desocupats. 313 eren cases i 10 eren apartaments. Dels 301 habitatges principals, 222 estaven ocupats pels seus propietaris, 74 estaven llogats i ocupats pels llogaters i 5 estaven cedits a títol gratuït; 8 tenien dues cambres, 39 en tenien tres, 81 en tenien quatre i 173 en tenien cinc o més. 266 habitatges disposaven pel capbaix d'una plaça de pàrquing. A 131 habitatges hi havia un automòbil i a 157 n'hi havia dos o més.

### Piràmide de població
La piràmide de població per edats i sexe el 2009 era:
| Homes | Edats   | Dones |
| ----- | ------- | ----- |
| 0     | 95 o +  | 0     |
| 4     | 90 a 94 | 4     |
| 4     | 85 a 89 | 12    |
| 0     | 80 a 84 | 4     |
| 16    | 75 a 79 | 16    |
| 32    | 70 a 74 | 16    |
| 0     | 65 a 69 | 20    |
| 20    | 60 a 64 | 16    |
| 28    | 55 a 59 | 28    |
| 12    | 50 a 54 | 12    |
| 32    | 45 a 49 | 24    |
| 36    | 40 a 44 | 20    |
| 28    | 35 a 39 | 28    |
| 12    | 30 a 34 | 20    |
| 4     | 25 a 29 | 12    |
| 16    | 20 a 24 | 32    |
| 28    | 15 a 19 | 36    |
| 36    | 10 a 14 | 40    |
| 20    | 5 a 9   | 24    |
| 12    | 0 a 4   | 8     |

## Economia
El 2007 la població en edat de treballar era de 478 persones, 400 eren actives i 78 eren inactives. De les 400 persones actives 381 estaven ocupades (214 homes i 167 dones) i 19 estaven aturades (11 homes i 8 dones). De les 78 persones inactives 25 estaven jubilades, 29 estaven estudiant i 24 estaven classificades com a «altres inactius».

### Ingressos
El 2009 a Neuvy-en-Mauges hi havia 302 unitats fiscals que integraven 820,5 persones, la mediana anual d'ingressos fiscals per persona era de 14.645 €.

### Activitats econòmiques
Dels 26  establiments que hi havia el 2007, 2 eren d'empreses alimentàries, 3 d'empreses de fabricació d'altres productes industrials, 6 d'empreses de construcció, 3 d'empreses de comerç i reparació d'automòbils, 2 d'empreses de transport, 2 d'empreses d'hostatgeria i restauració, 1 d'una empresa immobiliària, 5 d'empreses de serveis i 2 d'empreses classificades com a «altres activitats de serveis».
Dels 9 establiments de servei als particulars que hi havia el 2009, 1 era un taller de reparació d'automòbils i de material agrícola, 3 paletes, 1 fusteria, 2 lampisteries, 1 perruqueria i 1 restaurant.
Dels 2 establiments comercials que hi havia el 2009, 1 era un supermercat i 1 una fleca.
L'any 2000 a Neuvy-en-Mauges hi havia 48 explotacions agrícoles.

## Equipaments sanitaris i escolars
El 2009 hi havia una escola elemental.

## Poblacions més properes
El següent diagrama mostra les poblacions més properes.